# Docteur de la guerre
Le Docteur de la guerre, aussi appelé Docteur guerrier (War Doctor en anglais), est une incarnation du Docteur, le protagoniste de la série de science-fiction Doctor Who, produite par la BBC. Il a été incarné par John Hurt. Même si dans la chronologie de la série, il précède le neuvième Docteur de Christopher Eccleston, il n'est apparu sur le grand écran que huit ans après la dernière apparition de ce dernier. Son personnage a été créé de façon rétroactive par Steven Moffat lors de la célébration du cinquantième anniversaire de la série. Il s'agit du Docteur qui a combattu lors de la Guerre du temps, située narrativement entre les évènements du téléfilm de 1996 et le début de la nouvelle série.

## Histoire du personnage

### Saison 7: deuxième partie (2013)
Lorsque Clara et le Docteur se trouvent dans la ligne temporelle de ce dernier dans Le Nom du Docteur (2013), ils croisent toutes les différentes incarnations du Docteur, du 1er au 11e. Mais, au moment de repartir, ils croisent une autre incarnation du Docteur, qui se tient dos à eux, dont le Docteur ne veut visiblement pas parler. Clara exige de lui qu'il lui explique, et le décrit comme celui qui a brisé la promesse d'être le Docteur. Lorsque les deux personnages s'en vont, le visage de ce Docteur est révélé à l'écran, et n'est présenté que comme « le Docteur ».

### Saison 7: épisodes spéciaux (2013)
Il réapparait à la fin du mini-épisode The Night of the Doctor (2013) qui marque la régénération du huitième Docteur en pleine Guerre du Temps... qui justement devient le Docteur de la guerre, qui, en guise de « premiers mots », dit "Doctor No More" (« plus jamais Docteur » en français). 
L'épisode Le Jour du Docteur (épisode pour le 50e anniversaire de la série, le 23 novembre 2013), dont une bonne partie se passe pendant la Guerre du Temps, marque le retour du Docteur de la guerre. On le voit d'ailleurs lors de la chute d'Arcadia, la deuxième cité de Gallifrey, qui fut prise par les Daleks. Il emprunte l'arme d'un soldat pour laisser un message aux Daleks et aux Seigneurs du Temps, qu'il grave sur un mur : « Plus jamais » ("No More" en anglais). Une fois son message gravé, il s'échappe et s'introduit dans la salle des coffres temporels, salle dans laquelle sont mis toutes les armes interdites, parmi lesquelles le Moment... que le Docteur vole. Cette arme, aussi appelée « le désintégrateur de galaxies », a la particularité d'avoir une conscience. Le Docteur disparaît avec cette arme, et atterrit dans un désert, et marche en direction d'une grange abandonnée, l'arme dans un sac qu'il porte sur son dos. Il s'adresse aux Seigneurs du Temps et aux Daleks, leur signalant que c'est la fin de la guerre. Une fois dans la grange, alors que le Docteur essaie de comprendre comment le Moment fonctionne, la conscience de l'arme se réveille et apparaît en tant que le « Grand Méchant Loup », sous les traits de Rose Tyler. Afin de savoir si le Seigneur du Temps renégat est sûr de son choix, elle lui demande de compter le nombre d'enfants qui sont sur Gallifrey, ajoutant qu'un jour, ce cauchemar hantera ses nuits. Elle décide également de lui permettre de voir ce qu'il deviendra dans l'avenir : plus précisément, dans ses 10e et 11e incarnations. Il apparaît dans une forêt en 1562, alors que les deux autres Docteurs viennent de se rencontrer par hasard. Pensant qu'ils sont ses futurs compagnons, il leur demande où est le Docteur, avant qu'il comprenne (à la vue de leurs tournevis soniques respectifs) qu'ils ne sont autres que lui-même, dans l'avenir. Ils sont tous les trois enfermés dans la Tour de Londres par la Reine Elisabeth I. Le Docteur de la guerre en profite pour demander à ses deux futures incarnations combien d'enfants étaient sur Gallifrey, ce jour-là : 2 470 000 000, répond le 10e Docteur, tandis que le 11e dit avoir oublié, préférant aller de l'avant. Ils réussissent à sortir de leur cellule grâce à Clara Oswald, qui vient les secourir. Les trois Docteurs sauvent la planète en se rendant aux Archives Secrètes de U.N.I.T, puis Clara discute avec le Docteur de la guerre à propos de ce qu'il a fait dans la Guerre du Temps. Jugeant en avoir vu assez, il demande au Moment de le ramener dans la grange, sur Gallifrey, pour activer cette arme et en finir avec la guerre. Clara, les dixième et onzième Docteurs le rejoignent alors : au lieu de l'empêcher d'activer l'arme, les deux Docteurs lui proposent d'activer l'arme à trois, empêchant ainsi le Docteur de la guerre d'être seul. Le 11e Docteur change d'avis et désactive l'arme après avoir écouté Clara et vu ce qui se passe sur Gallifrey. Les trois Docteurs élaborent alors un plan ensemble pour sauver Gallifrey en la gelant dans un moment précis dans le temps. Leur mission terminée, ils rentrent - avec Clara - à Londres, à la National Gallery. Ils se disent au revoir, et le Docteur de la guerre comprend qu'il ne se souviendra jamais de ce qui s'est passé ce jour-là (les lignes temporelles sont désynchronisées car plusieurs Docteurs étaient ensemble au même moment), mais juge qu'il est redevenu le Docteur. Il rentre alors dans son TARDIS, décolle et se régénère seul, en espérant avoir des oreilles plus discrètes. C'est ainsi que "naît" le neuvième Docteur joué par Christopher Eccleston (2005). 

### Saison 8 (2014)
Le Docteur de la guerre apparaît dans un flashback dans l'épisode Jamais Seul (2014), lorsque Clara parle au jeune Docteur de la peur, et qu'elle lui explique qu'un jour, il reviendra dans la grange où il se trouvait actuellement, et qu'il aura très peur. 

## Apparence et personnalité

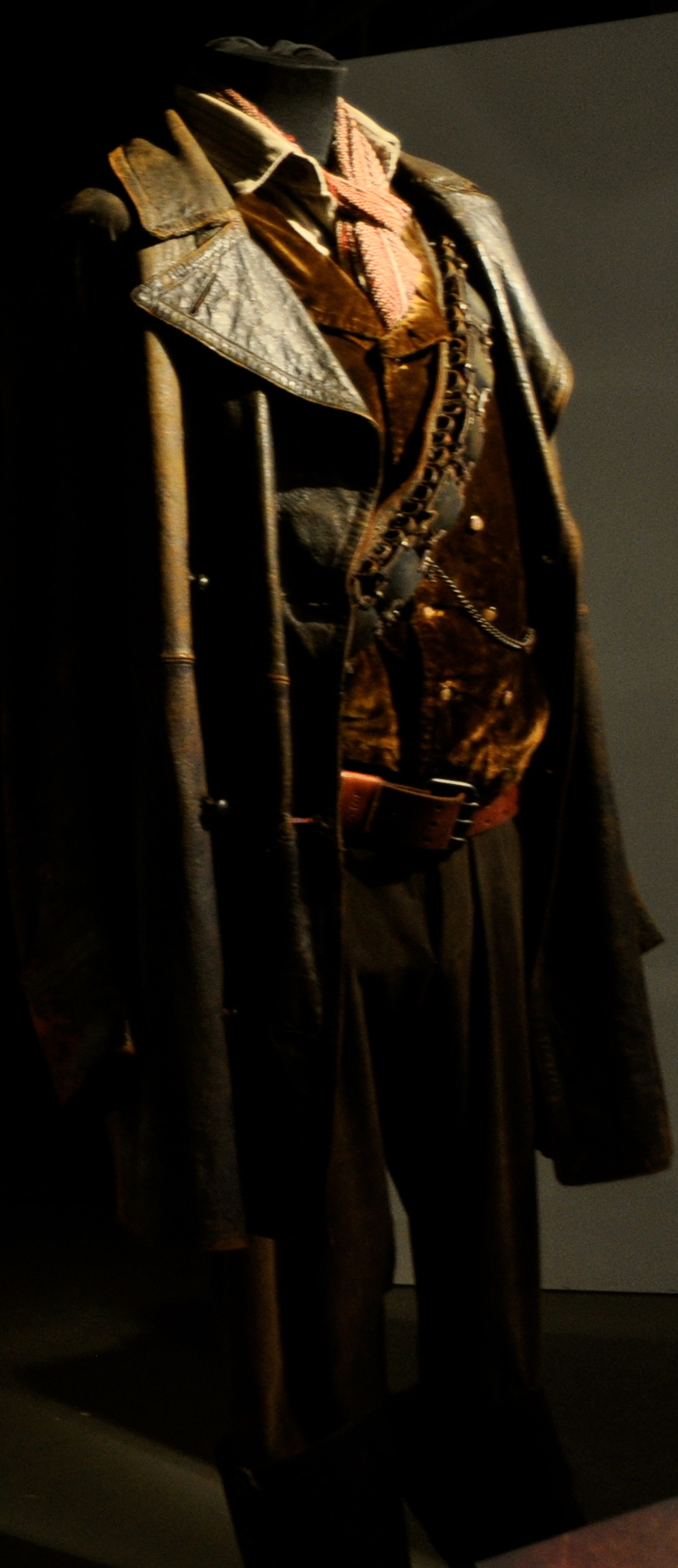
Costume du Docteur de la guerre.

## Casting et réception

### Casting
Lors de la préparation de l'épisode Le Jour du Docteur, célébrant le cinquantième anniversaire de la série, Steven Moffat (producteur-exécutif de Doctor Who) avait proposé à Christopher Eccleston de reprendre le rôle du Neuvième Docteur. Ce dernier a néanmoins refusé l'offre, et Moffat a écrit le Docteur de la guerre pour le remplacer. Le rôle est revenu à John Hurt, qui est apparu pour la première fois à la fin du Nom du Docteur, l'épisode final de la saison 7 en 2013, où il est seulement présenté comme « le Docteur ».

## Apparitions

### À la télévision
- 2013 : Le Nom du Docteur
- 2013 : The Night of the Doctor (mini-épisode)
- 2013 : Le Jour du Docteur
- 2014 : Jamais Seul (flashback)

### Dans des audiosBig Finish
Le Docteur de la guerre de John Hurt est apparu dans quatre coffrets audio et un coffret qui va sortir en Mai 2021, produits par Big Finish Productions :
- Only the Monstrous (2015)
  - The Innocent
  - The Thousand Worlds
  - The Heart of the Battle
- Infernal Devices (2016)
  - Legion of the Lost
  - A Thing of Guile
  - The Neverwhen
- Agents of Chaos (2016)
  - The Shadow Vortex
  - The Eternity Cage
  - Eye of Harmony
- Casualties of War (2017)
  - Pretty Lies
  - The Lady of Obsidian
  - The Enigma Dimension

Le quatrième et dernier coffret, Casualties of War, est paru de façon posthume, John Hurt étant décédé le 28 janvier 2017. Ce même coffret marque le retour de Louise Jameson dans le rôle de Leela, compagne du Quatrième Docteur.
- " The war Doctor begins: Forged in fire (2021)

### Roman
Le Docteur de la guerre est le protagoniste du roman Engines of War paru en 2014.